# کاروینگسکیه بووتو پیروشه
کاروینگسکیه بووتو پیروشه (به لهستانی:  Karwieńskie Błoto Pierwsze) یک روستا در لهستان است که در گمینا کروکووا واقع شده‌است.
 کاروینگسکیه بووتو پیروشه  ۳۷۴ نفر جمعیت دارد.